# Xinwen Lianbo
Xinwen Lianbo (chiń. trad. 新聞聯播, chiń. upr. 新闻联播, pinyin Xīnwén Liánbō) – chiński program informacyjny nadawany codziennie o 19:00 (czasu pekińskiego) głównie na antenie CCTV-1, CCTV-4 oraz CCTV-13 i transmitowany symultanicznie przez większość naziemnych stacji telewizyjnych w kraju.

## Charakterystyka programu
Program prowadzony jest przez dwoje redaktorów: kobieta i mężczyzna. Jego formuła od lat pozostaje niezmienna: najpierw pokazywane są informacje dotyczące najważniejszych osób w państwie, następnie informacje z kraju i na koniec informacje z zagranicy.

## Oglądalność i krytyka
Według stanu na 2006, program był oglądany przez szacunkowo 140 milionów widzów (ok. 11,5% widowni), co czyni największym programem informacyjnym na świecie.
Program jest krytykowany jako narzędzie oficjalnej rządowej propagandy. Krytykowany jest także poważny sposób reprezentacji programów, choć chwali się image dwójki młodych prowadzących, Li Zimenga i Kang Hui, którzy dołączyli do ekipy programu w 2006 roku. Jego oglądalność w ostatnich latach, zwłaszcza wśród młodych, drastycznie spada (w 1998 roku oglądało go 40% widzów).